# Малая Воля (Львовская область)
Малая Воля (укр. Мала Воля) — село в Тростянецкой сельской общине Стрыйского района Львовской области Украины.
Население по переписи 2001 года составляло 86 человек. Занимает площадь 0,09 км². Почтовый индекс — 81615. Телефонный код — 3241.